# Campionati mondiali di sci nordico 1999
I Campionati mondiali di sci nordico 1999, quarantaduesima edizione della manifestazione, si svolsero dal 18 al 28 febbraio a Ramsau am Dachstein, in Austria; le gare di salto con gli sci dal trampolino lungo furono però disputate a Bischofshofen. Vennero assegnati sedici titoli.
Rispetto all'edizione precedente fu introdotta una nuova gara nel programma della combinata nordica: la gara sprint sulla distanza di 7,5 km.

## Risultati

### Uomini

#### Combinata nordica

##### Sprint
| Posizione | Atleta           | Nazione   | Tempo    |
| --------- | ---------------- | --------- | -------- |
| 1         | Bjarte Engen Vik | Norvegia  | 17:48,4  |
| 2         | Mario Stecher    | Austria   | + 0:30,2 |
| 3         | Kenji Ogiwara    | Giappone  | + 0:31,0 |
| 4         | Hannu Manninen   | Finlandia | + 0:38,3 |
| 5         | Samppa Lajunen   | Finlandia | + 0:40,3 |
| 6         | Satoshi Mori     | Giappone  | + 0:42,2 |

27 febbraio

Trampolino: W90-Mattensprunganlage K90

Fondo: 7,5 km

##### Individuale
| Posizione | Atleta           | Nazione   | Tempo    |
| --------- | ---------------- | --------- | -------- |
| 1         | Bjarte Engen Vik | Norvegia  | 37:04,8  |
| 2         | Samppa Lajunen   | Finlandia | + 0:34,5 |
| 3         | Dmitrij Sinicyn  | Russia    | + 1:52,9 |
| 4         | Nicolas Bal      | Francia   | + 2:20,1 |
| 5         | Kenneth Braaten  | Norvegia  | + 2:34,7 |
| 6         | Kenji Ogiwara    | Giappone  | + 2:34,7 |

20 febbraio

Trampolino: W90-Mattensprunganlage K90

Fondo: 15 km

##### Gara a squadre
| Posizione | Nazione   | Atleti                                                                 | Punti    |
| --------- | --------- | ---------------------------------------------------------------------- | -------- |
| 1         | Finlandia | Hannu Manninen Tapio Nurmela Jari Mantila Samppa Lajunen               | 49:34.2  |
| 2         | Norvegia  | Fred Børre Lundberg Trond Einar Elden Bjarte Engen Vik Kenneth Braaten | + 1:14,7 |
| 3         | Russia    | Nikolaj Parfënov Aleksej Fadeev Valerij Stoljarov Dmitrij Sinicyn      | + 1:53,2 |
| 4         | Francia   | Fabrice Guy Sylvain Guillaume Nicolas Bal Frédéric Baud                | + 1:53,3 |
| 5         | Giappone  | Eiji Masaki Satoshi Mori Gen Tomii Kenji Ogiwara                       | + 2:30,5 |
| 6         | Germania  | Jens Gaiser Jens Deimel Sebastian Haseney Ronny Ackermann              | + 2:37,9 |

25 febbraio

Trampolino: W90-Mattensprunganlage K90

Fondo: 4x5 km

#### Salto con gli sci

##### Trampolino normale
| Posizione | Atleta            | Nazione   | Punti |
| --------- | ----------------- | --------- | ----- |
| 1         | Kazuyoshi Funaki  | Giappone  | 255,0 |
| 2         | Hideharu Miyahira | Giappone  | 253,5 |
| 3         | Masahiko Harada   | Giappone  | 252,0 |
| 4         | Janne Ahonen      | Finlandia | 249,0 |
| 5         | Martin Höllwarth  | Austria   | 247,5 |
|           | Noriaki Kasai     | Giappone  | 247,5 |

26 febbraio

Trampolino: W90-Mattensprunganlage K90

##### Trampolino lungo
| Posizione | Atleta            | Nazione   | Punti |
| --------- | ----------------- | --------- | ----- |
| 1         | Martin Schmitt    | Germania  | 263,4 |
| 2         | Sven Hannawald    | Germania  | 261,7 |
| 3         | Hideharu Miyahira | Giappone  | 258,8 |
| 4         | Janne Ahonen      | Finlandia | 254,1 |
| 5         | Kazuyoshi Funaki  | Giappone  | 251,5 |
| 6         | Masahiko Harada   | Giappone  | 246,8 |

Bischofshofen, 21 febbraio

Trampolino: Paul Ausserleitner K120

##### Gara a squadre
| Posizione | Nazione   | Atleti                                                                       | Punti |
| --------- | --------- | ---------------------------------------------------------------------------- | ----- |
| 1         | Germania  | Sven Hannawald Christof Duffner Dieter Thoma Martin Schmitt                  | 988,9 |
| 2         | Giappone  | Noriaki Kasai Hideharu Miyahira Masahiko Harada Kazuyoshi Funaki             | 987,0 |
| 3         | Austria   | Andreas Widhölzl Martin Höllwarth Reinhard Schwarzenberger Stefan Horngacher | 905,5 |
| 4         | Finlandia | Ville Kantee Jani Soininen Mika Laitinen Janne Ahonen                        | 855,7 |
| 5         | Slovenia  | Damjan Fras Jure Radelj Primož Peterka Peter Žonta                           | 762,3 |
| 6         | Norvegia  | Roar Ljøkelsøy Morten Aagheim Tommy Ingebrigtsen Kristian Brenden            | 707,1 |

Bischofshofen, 20 febbraio

Trampolino: Paul Ausserleitner K120

#### Sci di fondo

##### 10 km
| Posizione | Atleta              | Nazione   | Tempo   |
| --------- | ------------------- | --------- | ------- |
| 1         | Mika Myllylä        | Finlandia | 24:19,2 |
| 2         | Alois Stadlober     | Austria   | 24:34,7 |
| 3         | Odd-Bjørn Hjelmeset | Norvegia  | 24:37,1 |
| 4         | Aleksej Prokurorov  | Russia    | 24:38,8 |
| 5         | Bjørn Dæhlie        | Norvegia  | 24:45,6 |
| 6         | Erling Jevne        | Norvegia  | 24:46,0 |

22 febbraio

Tecnica classica

##### 30 km
| Posizione | Atleta           | Nazione   | Tempo     |
| --------- | ---------------- | --------- | --------- |
| 1         | Mika Myllylä     | Finlandia | 1:15:26,2 |
| 2         | Thomas Alsgaard  | Norvegia  | 1:16:01,5 |
| 3         | Bjørn Dæhlie     | Norvegia  | 1:16:08,7 |
| 4         | Fulvio Valbusa   | Italia    | 1:16:35,9 |
| 5         | Alois Stadlober  | Austria   | 1:16:37,4 |
| 6         | Anders Bergström | Svezia    | 1:16:55,3 |

19 febbraio

Tecnica libera

##### 50 km
| Posizione | Atleta           | Nazione   | Tempo     |
| --------- | ---------------- | --------- | --------- |
| 1         | Mika Myllylä     | Finlandia | 2:18:08,7 |
| 2         | Andrus Veerpalu  | Estonia   | 2:18:40,5 |
| 3         | Michail Botvinov | Austria   | 2:19:52,3 |
| 4         | Niklas Jonsson   | Svezia    | 2:20:35,6 |
| 5         | Alois Stadlober  | Austria   | 2:21:05,1 |
| 6         | Kristen Skjeldal | Norvegia  | 2:21:23,5 |

28 febbraio

Tecnica classica

##### Inseguimento 25 km
| Posizione | Atleta          | Nazione   | Tempo     |
| --------- | --------------- | --------- | --------- |
| 1         | Thomas Alsgaard | Norvegia  | 1:05:54,9 |
| 2         | Mika Myllylä    | Finlandia | 1:05:55,6 |
| 3         | Fulvio Valbusa  | Italia    | 1:06:17,6 |
| 4         | Jari Isometsä   | Finlandia | 1:06:18,5 |
| 5         | Jaak Mae        | Estonia   | 1:06:19,0 |
| 6         | Bjørn Dæhlie    | Norvegia  | 1:06:19,4 |

22-23 febbraio

10 km a tecnica classica + 15 km a tecnica libera

##### Staffetta 4x10 km
| Posizione | Nazione   | Atleti                                                             | Tempo       |
| --------- | --------- | ------------------------------------------------------------------ | ----------- |
| 1         | Austria   | Alois Stadlober Markus Gandler Michail Botvinov Christian Hoffmann | 1:35:07,5   |
| 2         | Norvegia  | Espen Bjervig Erling Jevne Bjørn Dæhlie Thomas Alsgaard            | 1:35:07,7   |
| 3         | Italia    | Giorgio Di Centa Fabio Maj Fulvio Valbusa Silvio Fauner            | 1:36:38,1   |
| 4         | Germania  | Andreas Schlütter Axel Teichmann Janko Neuber Mark Kirchner        | 1:36:53,9   |
| 5         | Finlandia | Harri Kirvesniemi Mika Myllylä Sami Repo Jari Isometsä             | 1:36:56,3   |
| 6         | Svezia    | Anders Bergström Niklas Jonsson Per Elofsson Mathias Fredriksson   | 1:37:50,9 h |

26 febbraio

### Donne

#### Sci di fondo

##### 5 km
| Posizione | Atleta              | Nazione   | Tempo   |
| --------- | ------------------- | --------- | ------- |
| 1         | Bente Skari         | Norvegia  | 12:49,8 |
| 2         | Ol'ga Danilova      | Russia    | 13:02,5 |
| 3         | Kateřina Neumannová | Rep. Ceca | 13:07,0 |
| 4         | Svetlana Nagejkina  | Russia    | 13:14,8 |
| 5         | Nina Gavryljuk      | Russia    | 13:19,2 |
| 6         | Valentyna Ševčenko  | Ucraina   | 13:30,1 |

22 febbraio

Tecnica classica

##### 15 km
| Posizione | Atleta               | Nazione  | Tempo   |
| --------- | -------------------- | -------- | ------- |
| 1         | Stefania Belmondo    | Italia   | 38:49,0 |
| 2         | Kristina Šmigun-Vähi | Estonia  | 39:19,4 |
| 3         | Maria Theurl         | Austria  | 39:43,5 |
| 4         | Elin Nilsen          | Norvegia | 40:13,7 |
| 5         | Anfisa Rezcova       | Russia   | 40:23,6 |
| 6         | Ol'ga Danilova       | Russia   | 40:24,2 |

19 febbraio

Tecnica libera

##### 30 km
| Posizione | Atleta                  | Nazione     | Tempo     |
| --------- | ----------------------- | ----------- | --------- |
| 1         | Larisa Lazutina         | Russia      | 1:29:19,9 |
| 2         | Ol'ga Danilova          | Russia      | 1:30:53,9 |
| 3         | Kristina Šmigun-Vähi    | Estonia     | 1:31:14,6 |
| 4         | Svetlana Nagejkina      | Russia      | 1:31:30,9 |
| 5         | Iryna Taranenko-Terelja | Ucraina     | 1:31:41,8 |
| 6         | Elena Sin'kevič         | Bielorussia | 1:31:48,2 |

27 febbraio

Tecnica classica

##### Inseguimento 15 km
| Posizione | Atleta                  | Nazione | Tempo       |
| --------- | ----------------------- | ------- | ----------- |
| 1         | Stefania Belmondo       | Italia  | 42:27,9     |
| 2         | Nina Gavryljuk          | Russia  | 42:56,8     |
| 3         | Iryna Taranenko-Terelja | Ucraina | 43:02,3     |
| 4         | Anfisa Rezcova          | Russia  | 43:07,3     |
| 5         | Ol'ga Danilova          | Russia  | 43:14,6 min |
| 6         | Kristina Šmigun-Vähi    | Estonia | 43:20,4     |

22-23 febbraio

5 km a tecnica classica + 10 km a tecnica libera

##### Staffetta 4x5 km
| Posizione | Nazione  | Atlete                                                                           | Tempo   |
| --------- | -------- | -------------------------------------------------------------------------------- | ------- |
| 1         | Russia   | Ol'ga Danilova Larisa Lazutina Anfisa Rezcova Nina Gavryljuk                     | 53:05,9 |
| 2         | Italia   | Sabina Valbusa Gabriella Paruzzi Antonella Confortola Stefania Belmondo          | 54:30,4 |
| 3         | Germania | Viola Bauer Ramona Roth Evi Sachenbacher-Stehle Sigrid Wille                     | 55:13,7 |
| 4         | Norvegia | Maj Helen Sorkmo Anita Moen Elin Nilsen Bente Skari                              | 55:16,7 |
| 5         | Svizzera | Sylvia Honegger Andrea Huber Brigitte Albrecht Loretan Natascia Leonardi Cortesi | 55:31,7 |
| 6         | Ucraina  | Maryna Pestrjakova Valentyna Ševčenko Iryna Taranenko-Terelja Vita Jakymčuk      | 55:42,9 |

26 febbraio

## Medagliere per nazioni
| Posizione | Nazione   | Oro | Argento | Bronzo | Totale |
| --------- | --------- | --- | ------- | ------ | ------ |
| 1         | Norvegia  | 4   | 3       | 2      | 9      |
| 2         | Finlandia | 4   | 2       | 0      | 6      |
| 3         | Russia    | 2   | 3       | 2      | 7      |
| 4         | Italia    | 2   | 1       | 2      | 5      |
| 5         | Germania  | 2   | 1       | 1      | 4      |
| 6         | Austria   | 1   | 2       | 3      | 6      |
|           | Giappone  | 1   | 2       | 3      | 6      |
| 8         | Estonia   | 0   | 2       | 1      | 3      |
| 9         | Rep. Ceca | 0   | 0       | 1      | 1      |
|           | Ucraina   | 0   | 0       | 1      | 1      |